# Термоядерное оружие

Схема Теллера-Улама

Термоя́дерное ору́жие (водоро́дная бо́мба) — вид ядерного оружия, разрушительная сила которого основана на использовании энергии реакции ядерного синтеза лёгких элементов в более тяжёлые (например, синтеза одного ядра атома гелия из двух ядер атомов дейтерия), при которой выделяется энергия.
Имея те же поражающие факторы, что и у ядерного оружия, термоядерное оружие имеет намного бо́льшую возможную мощность взрыва (теоретически, она ограничена только количеством имеющихся в наличии компонентов).
Следует отметить, что часто упоминаемое утверждение о том, что радиоактивное заражение от термоядерного взрыва гораздо слабее, чем от атомного, касается реакций синтеза, которые используются только совместно с гораздо более «грязными» реакциями деления. Термин «чистое оружие», появившийся в англоязычной литературе, к концу 1970-х годов вышел из употребления. На деле всё зависит от выбранного типа реакции, используемой в том или ином изделии. Так, включение в термоядерный заряд элементов из урана-238 (при этом используемый уран-238 делится под действием быстрых нейтронов и даёт радиоактивные осколки; сами нейтроны производят наведённую радиоактивность) позволяет намного (до пяти раз) повысить общую мощность взрыва и значительно (в 5—10 раз) увеличивает количество радиоактивных осадков.

## Общее описание
Термоядерное взрывное устройство может быть построено как с использованием жидкого дейтерия, так и газообразного сжатого. Но появление термоядерного оружия стало возможным только благодаря разновидности гидрида лития — дейтериду лития-6 (6Li 2H). Это соединение тяжёлого изотопа водорода — дейтерия и изотопа лития с массовым числом 6.
Дейтерид лития-6 — твёрдое вещество, которое позволяет хранить дейтерий (обычное состояние которого в нормальных условиях — газ) при обычных условиях, и, кроме того, второй его компонент — литий-6 — это сырьё для получения самого дефицитного изотопа водорода — трития. Собственно, 6Li — единственный промышленный источник получения трития:
{\displaystyle {}_{3}^{6}\mathrm {Li} +{}_{0}^{1}n\to {}_{1}^{3}\mathrm {H} +{}_{2}^{4}\mathrm {He} +E_{1}.}

Дейтерий-тритиевая реакция

Эта же реакция происходит и в дейтериде лития-6 в термоядерном устройстве при облучении быстрыми нейтронами; выделяющаяся при этом энергия составляет E1 = 4,784 МэВ. Образовавшийся тритий (3H) далее вступает в реакцию с дейтерием (2H), выделяя энергию E2 = 17,59 МэВ:
{\displaystyle {}_{1}^{3}\mathrm {H} +{}_{1}^{2}\mathrm {H} \to {}_{2}^{4}\mathrm {He} +{}_{0}^{1}n+E_{2},}
причём образуется нейтрон с кинетической энергией не менее 14,1 МэВ, который может вновь инициировать первую реакцию на ещё одном ядре лития-6 либо вызвать деление тяжёлых ядер урана или плутония в оболочке или активаторе с испусканием ещё нескольких быстрых нейтронов.
В ранних термоядерных боеприпасах США использовался также и дейтерид природного лития, содержащего в основном изотоп лития с массовым числом 7. Он также служит источником трития, но для этого нейтроны, участвующие в реакции, должны иметь энергию 10 МэВ и выше: реакция n + 7Li → 3H + 4He + n − 2,467 МэВ является эндотермической, поглощающей энергию.
Термоядерная бомба, действующая по принципу Теллера — Улама, состоит из двух ступеней: активатора и контейнера с термоядерным горючим.
Активатор — это небольшой плутониевый ядерный заряд с усилением (Boosted fission weapon) мощностью в несколько килотонн. Назначение активатора — создать необходимые условия для инициирования термоядерной реакции — высокую температуру и давление.
Контейнер с термоядерным горючим — основной элемент бомбы. Внутри него находится термоядерное горючее — дейтерид лития-6 — и расположенный по оси контейнера плутониевый стержень, играющий роль запала термоядерной реакции. Оболочка контейнера может быть изготовлена как из урана-238 — вещества, расщепляющегося под воздействием быстрых нейтронов (>0,5 МэВ), выделяющихся при реакции синтеза, так и из свинца. Контейнер покрывается слоем нейтронного поглотителя (соединений бора) для защиты термоядерного топлива от преждевременного разогрева потоками нейтронов после взрыва активатора.
Расположенные соосно активатор и контейнер заливаются специальным пластиком, проводящим излучение от активатора к контейнеру, и помещаются в корпус бомбы, изготовленный из стали или алюминия.
Возможен вариант, когда вторая ступень делается не в виде цилиндра, а в виде сферы. Принцип действия тот же, но вместо плутониевого запального стержня используется плутониевая полая сфера, находящаяся внутри и перемежающаяся со слоями дейтерида лития-6 (так называемая «слойка»). Подобная схема водородной бомбы применялась на ранних советских конструкциях, включая так называемую Царь-бомбу.
При взрыве активатора 80 % энергии выделяется в виде мощного импульса мягкого рентгеновского излучения, которое поглощается оболочкой второй ступени и пластиковым наполнителем, который превращается в высокотемпературную плазму под большим давлением. В результате резкого нагрева урановой/свинцовой оболочки, происходит абляция вещества оболочки и появляется реактивная тяга, которая вместе с давлениями света и плазмы обжимает вторую ступень. При этом её объём уменьшается в несколько тысяч раз, и термоядерное топливо нагревается до огромных температур. Однако давление и температура ещё недостаточны для запуска термоядерной реакции, создание необходимых условий обеспечивает плутониевый стержень, который в результате сжатия переходит в надкритическое состояние — начинается ядерная реакция внутри контейнера. Испускаемые плутониевым стержнем в результате деления ядер плутония нейтроны взаимодействуют с ядрами лития-6, в результате чего получается тритий, который далее взаимодействует с дейтерием. Все реакции протекают настолько быстро, что воспринимаются как мгновенные.

А Боеголовка перед взрывом; первая ступень вверху, вторая ступень внизу. Оба компонента термоядерной бомбы.
Б Взрывчатое вещество подрывает первую ступень, сжимая ядро плутония до сверхкритического состояния и инициируя цепную реакцию расщепления.
В В процессе расщепления в первой ступени происходит импульс рентгеновского излучения, который распространяется вдоль внутренней части оболочки, проникая через наполнитель из пенополистирола.
Г Вторая ступень сжимается вследствие абляции (испарения) под воздействием рентгеновского излучения, и плутониевый стержень внутри второй ступени переходит в сверхкритическое состояние, инициируя цепную реакцию, выделяя огромное количество тепла.
Д В сжатом и разогретом дейтериде лития-6 происходит реакция слияния, испускаемый нейтронный поток является инициатором реакции расщепления тампера. Огненный шар расширяется…

Если оболочка контейнера была изготовлена из природного урана, то быстрые нейтроны, образующиеся в результате реакции синтеза, вызывают в ней реакции деления атомов урана-238, добавляющие свою энергию в общую энергию взрыва. Подобным образом создаётся термоядерный взрыв практически неограниченной мощности, так как за оболочкой контейнера могут располагаться ещё другие слои дейтерида лития и слои урана-238 (слойка).
В США и СССР вначале (до 1951 года) разрабатывался вариант «классической супербомбы», представлявшей
собой цилиндрический контейнер с жидким дейтерием (или со смесью дейтерия и трития). Однако при такой конструкции
температура при взрыве атомной бомбы оказывается недостаточной для инициации самоподдерживающейся
реакции синтеза, происходит быстрое охлаждение всей системы и термоядерная реакция затухает. Поэтому ключевой явилась идея о сжатии дейтерия или дейтерий-тритиевой смеси (необходимы давления в десятки млн. атмосфер).
Были осуществлены две конструкции термоядерного оружия:
- однофазная (однокамерная, одноступенчатая), в которой делящаяся и термоядерная взрывчатки размещены в одном блоке. Была реализована впервые в 1953 году в СССР в виде так называемой «слойки» Сахарова (РДС-6с). Энергетический выход однофазной бомбы не может превысить 1 мегатонны ТНТ, так как в одной камере нельзя удержать до полного энерговыделения большое количество взрывчатки. Самый мощный в истории однофазный термоядерный боеприпас (британское испытание Orange Herald в 1957 году) достиг мощности 720 кт.
- двухфазная (двухкамерная или многоступенчатая), в которой делящаяся и термоядерная взрывчатки размещены в различных блоках (отсеках). Впервые была реализована в США по схеме Теллера — Улама и в боевом варианте была испытана в 1954 году (испытания Касл Браво)[4].

## Виды боеприпасов
Термоядерные заряды существуют как в виде авиационных бомб (свободного падения), так и в виде
боевых блоков для баллистических и крылатых ракет,
зарядных отделений торпед, глубинных и донных мин.

## История
Работа над созданием термоядерного оружия началась в 1946 году в США. Это было связано с тем, что мощность ядерного заряда, работающего только на принципе деления ядер, ограничивается десятками килотонн ТНТ. Увеличение массы делящегося вещества не решает проблему, так как бо́льшая часть делящегося вещества не успевает прореагировать. Поэтому гонка вооружений поставила задачу создания более мощного ядерного оружия, которое бы использовало энергию ядерного синтеза.
1 ноября 1952 года США взорвали первый в мире термоядерный заряд по схеме Теллера-Улама на атолле Эниветок.
12 августа 1953 года в 7 ч 30 мин в СССР на Семипалатинском полигоне была взорвана первая в СССР бомба с термоядерным усилением (т. н. boosted bomb) по схеме «слойка» и изготовленная в виде авиационной бомбы — РДС-6с.. Оцениваемый выход энергии составил около 400 кт, с долей термоядерного синтеза около 20 %(в отличие от схемы Теллера-Улама, где эта доля может достигать 97 %).
По сравнению с первой советской бомбой - атомной, успешно испытанной в Казахстане в 7:00 29 августа 1949 года, энергия водородной бомбы превысила атомной в 25 раз, волна от взрыва обошла Землю 3 раза, тогда как при взрыве атомной - 2. Испытаниями руководил академик, учёный А. Д. Сахаров (1921 - 1989), получивший осенью 1953 г. звание Героя Социалистического Труда.
Устройство, испытанное США в 1952 году, фактически не являлось бомбой, а представляло собой лабораторный образец, «3-этажный дом, наполненный жидким дейтерием», выполненный в виде специальной конструкции. Советские же учёные разработали именно бомбу — законченное устройство, пригодное к практическому военному применению.
1 марта 1954 года во время испытаний Касл Браво США произвели взрыв бомбы, собранной по схеме Теллера-Улама.
СССР произвёл испытания бомбы РДС-37 по той же схеме 22 ноября 1955 года.
Самая крупная когда-либо взорванная водородная бомба — советская 58-мегатонная «царь-бомба», взорванная 30 октября 1961 года на полигоне архипелага Новая Земля. Никита Хрущёв впоследствии публично пошутил, что первоначально предполагалось взорвать 100-мегатонную бомбу, но заряд уменьшили, «чтобы не побить все стёкла в Москве». Конструктивно бомба действительно была рассчитана на 100 мегатонн и этой мощности можно было добиться заменой свинцового тампера на урановый. Бомба была взорвана на высоте 4000 метров над полигоном «Новая Земля». Ударная волна после взрыва три раза обогнула земной шар. Несмотря на успешное испытание, бомба на вооружение не поступила; тем не менее, создание и испытание сверхбомбы имели большое политическое значение, продемонстрировав, что СССР решил задачу достижения практически любого уровня мегатоннажа ядерного арсенала. 

### США
Идея бомбы с термоядерным синтезом, инициируемым атомным зарядом, была предложена Энрико Ферми его коллеге Эдварду Теллеру осенью 1941 года, в самом начале Манхэттенского проекта. Значительную часть своей работы в ходе Манхэттенского проекта Теллер посвятил работе над проектом бомбы синтеза, в некоторой степени пренебрегая собственно атомной бомбой. Его ориентация на трудности и позиция «адвоката дьявола» в обсуждениях проблем заставили Оппенгеймера увести Теллера и других «проблемных» физиков на запасной путь.
Первые важные и концептуальные шаги к осуществлению проекта синтеза сделал сотрудник Теллера Станислав Улам. Для инициирования термоядерного синтеза Улам предложил сжимать термоядерное топливо до начала его нагрева, используя для этого факторы первичной реакции расщепления, а также разместить термоядерный заряд отдельно от первичного ядерного компонента бомбы. Эти предложения позволили перевести разработку термоядерного оружия в практическую плоскость. Исходя из этого, Теллер предположил, что рентгеновское и гамма-излучение, порождённые первичным взрывом, могут передать достаточно энергии во вторичный компонент, расположенный в общей оболочке с первичным, чтобы осуществить достаточную имплозию (обжатие) и инициировать термоядерную реакцию. Позднее Теллер, его сторонники и противники обсуждали вклад Улама в теорию, лежащую в основе этого механизма.

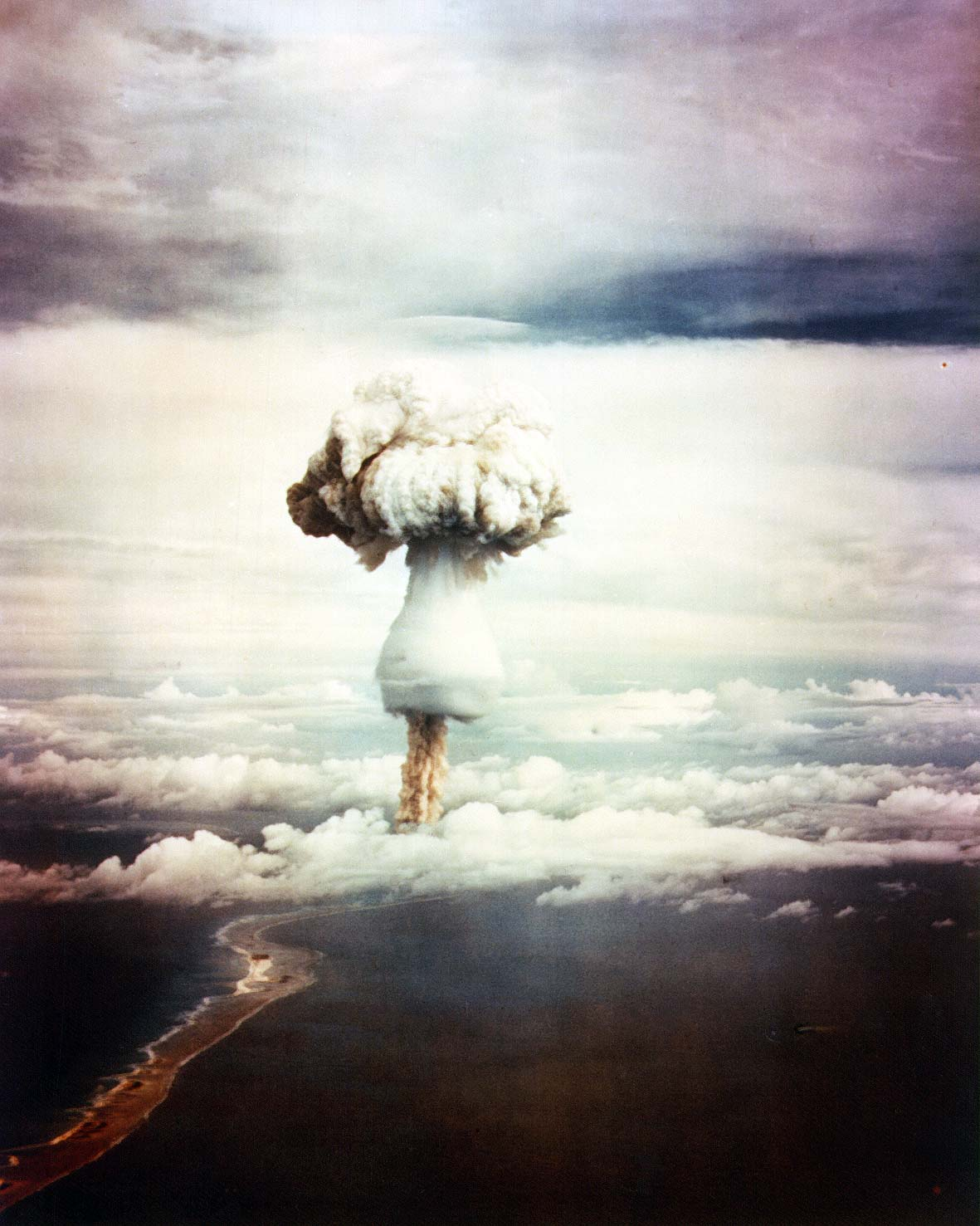
Взрыв «Джордж»

В 1951 году была проведена серия испытаний под общим наименованием Операция «Парник» (англ. Operation Greenhouse), в ходе которой отрабатывались вопросы миниатюризации ядерных зарядов при увеличении их мощности. Одним из испытаний в этой серии стал взрыв под кодовым наименованием «Джордж» (англ. George), в котором было взорвано экспериментальное устройство, представлявшее собой ядерный заряд в виде тора с небольшим количеством жидкого водорода, помещённым в центре. Основная часть мощности взрыва была получена именно за счёт водородного синтеза, что подтвердило на практике общую концепцию двухступенчатых устройств.
1 ноября 1952 года на атолле Эниветок (Маршалловы острова) под наименованием «Иви Майк» (англ. Ivy Mike) было проведено полномасштабное испытание двухступенчатого устройства с конфигурацией Теллера-Улама. Мощность взрыва составила 10,4 мегатонны, что в 450 раз превысило мощность бомбы, сброшенной в 1945 году на японский город Нагасаки. Устройство общей массой 62 тонны включало в себя криогенную ёмкость со смесью жидких дейтерия и трития и обычный ядерный заряд, расположенный сверху. По центру криогенной ёмкости проходил плутониевый стержень, являвшийся «свечой зажигания» для термоядерной реакции. Оба компонента заряда были помещены в общую оболочку из урана массой 4,5 тонны, заполненную полиэтиленовой пеной, игравшей роль проводника для рентгеновского и гамма-излучения от первичного заряда к вторичному.

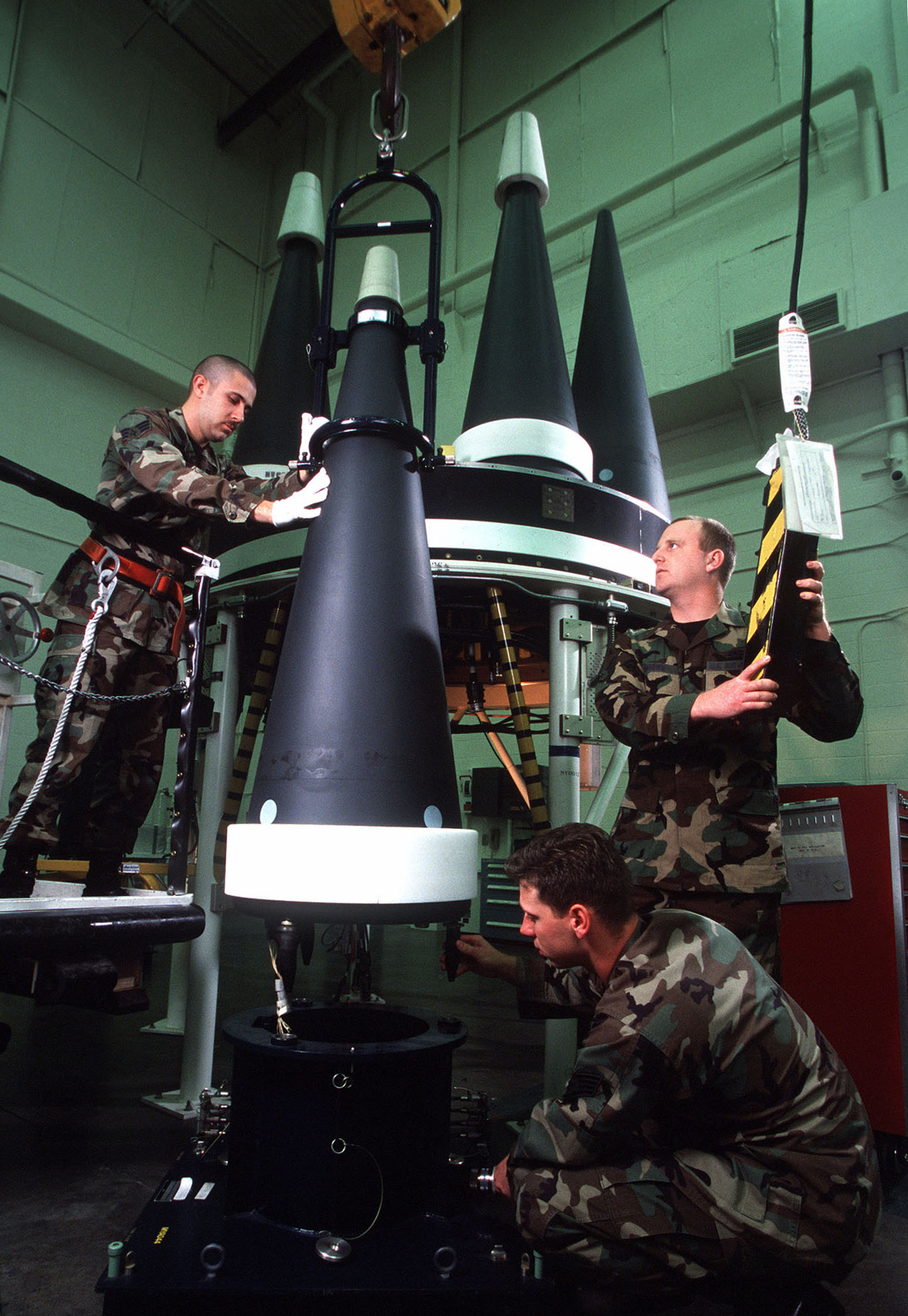
Монтаж боеголовок

Смесь жидких изотопов водорода не имела практического применения для термоядерных боеприпасов, и последующий прогресс в развитии термоядерного оружия связан с использованием твёрдого топлива — дейтерида лития-6. В 1954 эта концепция была проверена на атолле Бикини в ходе испытаний «Bravo» из серии Операция «Замок» при взрыве устройства под кодовым названием «Креветка» от англ «Shrimp» . Термоядерным топливом в устройстве служила смесь 40 % дейтерида лития-6 и 60 % дейтерида лития-7. Расчёты предусматривали, что литий-7 не будет участвовать в реакции, однако некоторые разработчики подозревали и такую возможность, предсказывая увеличение мощности взрыва до 20 %. Реальность оказалась гораздо более драматичной: при расчётной мощности в 6 мегатонн реальная составила 15, и это испытание стало самым мощным взрывом из когда-либо произведённых Соединёнными Штатами.
Вскоре развитие термоядерного оружия в Соединённых Штатах было направлено в сторону миниатюризации конструкции Теллер-Улама, которой можно было бы оснастить межконтинентальные баллистические ракеты (МБР/ICBM) и баллистические ракеты подводных лодок (БРПЛ/SLBM). К 1960 году на вооружение были приняты боеголовки мегатонного класса W47, развёрнутые на подводных лодках, оснащённых баллистическими ракетами Поларис. Боеголовки имели массу 320 кг и диаметр 50 см. Более поздние испытания показали низкую надёжность боеголовок, установленных на ракеты Поларис, и необходимость их доработок. К середине 1970-х годов миниатюризация новых версий боеголовок по схеме Теллера-Улама позволила размещать 10 и более боеголовок в габаритах боевой части ракет с разделяющимися головными частями (РГЧ/MIRV).

### СССР

Взрыв первого советского термоядерного устройства РДС-6с («слойка», оно же «Джо-4»)

Первый советский проект термоядерного устройства напоминал слоёный пирог, в связи с чем получил условное наименование «Слойка». Проект был разработан в 1949 году (ещё до испытания первой советской ядерной бомбы) Андреем Сахаровым и Юлием Харитоном и имел конфигурацию заряда, отличную от ныне известной раздельной схемы Теллера — Улама. В заряде слои расщепляющегося материала чередовались со слоями топлива синтеза — дейтерида лития в смеси с тритием («первая идея Сахарова»). Заряд синтеза, располагающийся вокруг заряда деления, имел коэффициент умножения до 30 раз меньший по сравнению с современными устройствами по схеме Теллер — Улам. Первое устройство РДС-6с типа «Слойка» было испытано в 1953 году, получив наименование на Западе «Джо-4». Мощность взрыва была эквивалентна 400 килотоннам при КПД 15—20 %. Расчёты показали, что разлёт не прореагировавшего материала препятствует увеличению мощности свыше 750 килотонн.
После проведения США испытания «Иви Майк» в ноябре 1952, которые доказали возможность создания мегатонных бомб, Советский Союз стал разрабатывать другой проект. Как упоминал в своих мемуарах Андрей Сахаров, «вторая идея» была выдвинута Виталием Гинзбургом ещё в ноябре 1948 года и предлагала использовать в бомбе дейтерид лития, который при облучении нейтронами образует тритий и высвобождает дейтерий.
В конце 1953 года физик Виктор Давиденко предложил располагать первичный (деление) и вторичный (синтез) заряды в отдельных объёмах, повторив таким образом схему Теллера — Улама. Следующий большой шаг был предложен и развит Франк-Каменецким, Трутневым, Сахаровым и Зельдовичем в 1953 году. А именно, был выполнен «Проект 49», предполагающий использование рентгеновского излучения реакции деления для сжатия дейтерида лития перед синтезом, то есть была разработана идея радиационной имплозии. «Третья идея» Сахарова была проверена в ходе испытаний РДС-37 мощностью 1,6 мегатонны в ноябре 1955 года.
Дальнейшее развитие этой идеи подтвердило практическое отсутствие принципиальных ограничений на мощность термоядерных зарядов.
Советский Союз продемонстрировал это испытаниями в октябре 1961 года, когда на Новой Земле была взорвана бомба мощностью 58 мегатонн («мощного» изделия), доставленная бомбардировщиком Ту-95. 97 % энергии устройства выделилось в результате термоядерной реакции (это максимальное значение из всех испытанных устройств). В первоначальном варианте предполагалась мощность 100 Мт, из которых около 50 % выделяется в результате термоядерной реакции, а 50 % — в результате деления 238U в оболочке из обеднённого урана нейтронами первых ступеней (т. н. «реакция Джекила — Хайда»). Однако такой вариант отвергли, так как он бы привёл к сильнейшему загрязнению полигона осколками деления, и урановая оболочка была заменена на свинцовую. Это было самое мощное взрывное устройство, когда-либо разработанное и испытанное на Земле.

### Великобритания
В Великобритании разработки термоядерного оружия были начаты в 1954 году в Олдермастоне группой под руководством сэра Уильяма Пеннея, ранее участвовавшего в Манхэттенском проекте в США. В целом информированность британской стороны по термоядерной проблеме находилась на зачаточном уровне, так как Соединённые Штаты не делились информацией, ссылаясь на закон об Атомной энергии 1946 года. Тем не менее британцам разрешали вести наблюдения, и они использовали самолёт для отбора проб в ходе проведения американцами ядерных испытаний, что давало информацию о продуктах ядерных реакций, получавшихся во вторичной стадии лучевой имплозии.
Из-за этих трудностей в 1955 британский премьер-министр Энтони Иден согласился с секретным планом, предусматривавшим разработку очень мощной атомной бомбы в случае неудачи Олдермастонского проекта или больших задержек в его реализации.
В 1957 году Великобритания провела серию испытаний на островах Рождества в Тихом океане под общим наименованием «Operation Grapple» (Операция Схватка). Первым под наименованием «Short Granite» (Хрупкий Гранит) было испытано опытное термоядерное устройство мощностью около 300 килотонн, оказавшееся значительно слабее советских и американских аналогов. Тем не менее, британское правительство объявило об успешном испытании термоядерного устройства.
В ходе испытания «Orange Herald» (Оранжевый вестник) была взорвана усовершенствованная атомная бомба мощностью 700 килотонн — самая мощная из когда-либо созданных на Земле атомных (не термоядерных) бомб. Почти все свидетели испытаний (включая экипаж самолёта, который её сбросил) считали, что это была термоядерная бомба. Бомба оказалась слишком дорогой в производстве, так как в её состав входил заряд плутония массой 117 килограммов, а годовое производство плутония в Великобритании составляло в то время 120 килограммов.
Другой образец бомбы был взорван в ходе третьих испытаний — «Purple Granite» (Фиолетовый Гранит), и его мощность составила приблизительно 150 килотонн.
В сентябре 1957 года была проведена вторая серия испытаний. Первым в испытании под названием «Grapple X Round C» 8 ноября было взорвано двухступенчатое устройство с более мощным зарядом деления и более простым зарядом синтеза. Мощность взрыва составила приблизительно 1,8 мегатонны. 28 апреля 1958 в ходе испытаний «Grapple Y» над островом Рождества была сброшена бомба мощностью 3 мегатонны — самое мощное британское термоядерное устройство.
2 сентября 1958 года был взорван облегчённый вариант устройства, испытанного под наименованием «Grapple Y», его мощность составила около 1,2 мегатонны. 11 сентября 1958 года в ходе последнего испытания под наименованием Halliard 1 было взорвано трёхступенчатое устройство мощностью около 800 килотонн. На эти испытания были приглашены американские наблюдатели. После успешного взрыва устройств мегатонного класса (что подтвердило способности британской стороны самостоятельно создавать бомбы по схеме Теллера-Улама) Соединённые Штаты пошли на ядерное сотрудничество с Великобританией, заключив в 1958 соглашение о совместной разработке ядерного оружия. Вместо разработки собственного проекта британцы получили доступ к проекту малых американских боеголовок Mk 28 с возможностью изготовления их копий.

### Китай
Китайская Народная Республика испытала своё первое термоядерное устройство по схеме Теллер-Улам мощностью 3,36 мегатонны в июне 1967 года (известно также под наименованием «Испытание номер 6»). Испытание было проведено спустя всего 32 месяца после взрыва первой китайской атомной бомбы, что является примером самого быстрого развития национальной ядерной программы от реакции расщепления к синтезу.

### Франция
В ходе испытаний «Канопус» в августе 1968 года Франция взорвала термоядерное устройство по схеме Теллер-Улам мощностью около 2,6 мегатонны. Подробности о развитии французской программы менее известны обществу.

### Северная Корея
В декабре 2015 года ЦТАК распространило заявление руководителя КНДР Ким Чен Ына, в котором он сообщает о наличии у Пхеньяна собственной водородной бомбы. В январе 2016 года Северная Корея провела успешное испытание водородной бомбы, о чём объявили в эфире центрального телевидения КНДР. Ранее сейсмологи нескольких стран сообщили о землетрясении, которое спровоцировали ядерные испытания.
3 сентября 2017 года КНДР объявила о наличии термоядерного заряда, готового к применению в качестве боеголовки для межконтинентальной ракеты. В тот же день Северной Кореей было проведено испытание бомбы, мощность взрыва которой по оценкам японских сейсмологов составила до 100 килотонн. 12 сентября эксперты американского Университета Джонса Хопкинса оценили мощность ядерного заряда, испытанного в КНДР 3 сентября, и по их оценке он составил 250 килотонн в тротиловом эквиваленте.

## Происшествия с термоядерными боеприпасами

### США, 1958
Столкновение бомбардировщика B-47 и истребителя F-86 над островом Тайби-Айленд 5 февраля 1958 года — авиационное происшествие над побережьем американского штата Джорджия, в результате которого истребитель был потерян, а экипажу бомбардировщика пришлось аварийно сбросить в океан водородную бомбу Mark 15.

Бомба до сих пор не найдена; считается, что она покоится на дне залива Уоссо к югу от курортного города Тайби-Айленд.

### Испания, 1966
17 января 1966 года американский бомбардировщик B-52 столкнулся с самолётом-заправщиком над Испанией, при этом погибло семь человек. Из четырёх термоядерных бомб, находившихся на борту самолёта, три были обнаружены сразу, одна — после двухмесячных поисков.

### Гренландия, 1968
21 января 1968 года вылетевший с аэродрома в Платтсбурге (штат Нью-Йорк) самолёт B-52 в 21:40 по среднеевропейскому времени врезался в ледяной панцирь залива Северная Звезда (Гренландия) в пятнадцати километрах от авиабазы ВВС США Туле. На борту самолёта находились 4 термоядерные авиабомбы.
Пожар способствовал детонации вспомогательных зарядов во всех четырёх атомных бомбах, находящихся на вооружении бомбардировщика, но не привёл к взрыву непосредственно ядерных устройств, поскольку они не были приведены в боеготовность экипажем. Более чем 700 датских гражданских и американских военных лиц работали в опасных условиях без средств личной защиты, устраняя радиоактивное загрязнение. В 1987 году почти 200 датских рабочих неудачно попытались предъявить иск Соединённым Штатам. Однако некоторая информация была выпущена американскими властями согласно Закону о свободе информации. Но Коре Ульбак, главный консультант датского Национального института радиационной гигиены, сказал, что Дания тщательно изучила здоровье рабочих в Туле и не нашла свидетельств увеличения смертности или заболеваемости раком.
Пентагон опубликовал информацию о том, что все четыре атомных боезаряда были найдены и уничтожены. Но в ноябре 2008 года обозреватель Би-би-си Гордон Корера (англ. Gordon Corera) высказал предположение, основанное на анализе рассекреченных документов, что, вопреки утверждениям Пентагона, четвёртая атомная бомба могла быть не разрушена, а потеряна в результате катастрофы, и целью подводных работ 1968 года были её поиски. История получила широкое распространение в СМИ различных стран. Министр иностранных дел Дании Пер Стиг Меллер поручил Датскому институту международных отношений провести независимый анализ рассекреченных документов, оказавшихся в распоряжении журналиста. Отчёт был опубликован в 2009 году. В нём говорится: «Мы показали, что четыре ядерные бомбы были уничтожены при взрывах, последовавших за крушением. Это не обсуждается, и мы можем дать ясный ответ: никакой бомбы нет, никакой бомбы не было, и американцы не искали бомбу.»

### США, 2007
29 августа 2007 года 6 крылатых ракет AGM-129 ACM с термоядерными боевыми частями (боеголовки W80 изменяемой мощности 5-150 кт) были по ошибке установлены на бомбардировщик B-52H на авиабазе Майнот в Северной Дакоте и отправлены на авиабазу Барксдейл в Луизиане. О факте наличия на ракетах ядерных боезарядов стало известно случайно и лишь 36 часов спустя. После погрузки в Майноте и по прилёте в Барксдейл, самолёт около суток не охранялся. Инцидент стал причиной громкого скандала в США, ряда отставок в Военно-воздушных силах и реорганизации управления стратегическими ядерными силами США.

## Чистое термоядерное оружие
Теоретически возможный тип термоядерного оружия, в котором условия для начала реакции термоядерного синтеза создаются без применения ядерного активатора. Таким образом, чистая термоядерная бомба вообще не включает распадающихся материалов и не создаёт долговременного радиоактивного поражения. Ввиду технической сложности инициирования термоядерной реакции в требуемом масштабе — в настоящее время создать чистый термоядерный боеприпас разумных размеров и веса не представляется практически возможным.
Следует отметить, что в Снежинске разработан самый чистый ядерный заряд, предназначенный для мирных применений, в котором 99,85 % энергии получается за счёт синтеза ядер лёгких элементов, то есть на долю реакций деления приходится лишь 1/700 общего количества энергии.